# 泰国人列表
泰国人按职业分类，可以从以下各列表中查询。
- 泰国君主列表
- 泰国总理列表
- 泰国艺术家列表（英语：List of Thai artists）
- 泰国演员列表（英语：List of Thai actors）
- 泰国作家列表（英语：List of Thai writers）
  - 泰国小说家列表（英语：List of Thai novelists）
- 泰国建筑家列表（英语：List of Thai architects）
- 泰国画家列表（英语：List of Thai painters）
- 泰国作曲家列表（英语：List of Thai composers）
- 泰国哲学家列表（英语：List of Thai philosophers）
- 泰国雕刻家列表（英语：List of Thai sculptors）
- 泰国电影导演列表（英语：List of Thai film directors）
- 泰国裔美国人列表（英语：List of Thai Americans）

|  | 本条目是人物相关列表索引。 |